# Polegar (banda)
Polegar foi uma boyband brasileira de música pop com cinco integrantes: Alan Frank, Alex Gill, Ricardo Costa, Rafael Ilha e Marcelo Souza. O grupo foi formado em 1988, pela empresa Promoart, do empresário Gugu Liberato.

## Carreira
O Grupo Polegar marcou época no final dos anos 1980 e início dos anos 1990 sendo recorde de público em quase todas as cidades em que se apresentavam por todo o Brasil e em vários países da América do Sul, sendo considerado por muitos o fenômeno musical da época. Lançados no ano de 1989, logo no primeiro álbum, a banda lançou canções como "Dá Pra Mim", que proporcionou ao grupo seu primeiro disco de ouro e platina por mais de 250 mil cópias vendidas, em poucos meses depois do lançamento. Outros sucessos vieram a seguir, como "Ando Falando Sozinho" e "Sou Como Sou". Os principais sucessos de toda carreira do Polegar eram versões em português de músicas do grupo pop adolescente mexicano Timbiriche. O disco de estreia conseguiu vender mais de 500 mil cópias no Brasil, rendendo um disco duplo de platina.
Em 1990, com o lançamento do segundo álbum, o sucesso de "Ela Não Liga" levou o grupo novamente ao disco de ouro e de platina, ultrapassando a marca de 250 mil cópias vendidas. No mesmo ano, o grupo Polegar estreou nos cinemas participando do filme Uma Escola Atrapalhada, contracenando com Gugu Liberato, Angélica, Supla, Os Trapalhões, etc., tendo como trilha sonora do filme a canção "Sou Como Sou", atingindo a vendagem de mais de trezentas mil cópias.
Em 1991, "Quero Mais II" ficou entre as canções mais executadas no Brasil, proporcionando ao grupo novo disco de ouro superando a vendagem de cem mil cópias. Em três álbuns gravados, o Grupo Polegar conquistou a marca de mais de um milhão de cópias vendidas. No ano de 1993, o quinteto nao tinha mais dois integrantes principais da primeira formação, com as saídas de Alex e Rafael que dividiam as vozes principais, e com o anonimato dos novos integrantes Denis e Andre o grupo nao teve o sucesso de antes e encerrou suas atividades no ano de 1997. Com o desfecho do grupo, seus integrantes seguiram caminhos diferentes e fora da música (exceto Alex que e músico profissional e produtor musical).
Em 2004, aproveitando o revival dos anos 1980, o grupo Polegar retornou às atividades com a formação original e gravou um novo disco com suas principais músicas em novas versões, na qual fez algumas reuniões, como participações em programas de TV como Superpop e Pânico na TV, entre outros. A banda novamente encerraria as atividades em 2014.

### Atualmente
O baixista e vocalista, Denis, se formou em Direito e hoje é delegado da Polícia Civil em Concórdia, cidade do interior de Santa Catarina, atuando também na função de professor na instituição de ensino superior, UNIDAVI. O tecladista Alan Frank se formou em Medicina e se especializou em Oftalmologia, já tendo trabalhado também na Aeronáutica; já o vocalista e baixista Alex Gill gravou um álbum solo, além de se tornar produtor musical e compositor; Rafael Ilha ex-guitarrista e vocalista
se dedicou na recuperação do vício em uma clínica de pacientes dependentes químicos de drogas e hoje trabalha na produção do programa A Tarde É Sua, da Sônia Abrão. O guitarrista Marcelo se formou em Direito e atua na área. Ricardo Costa ex-baterista se diz ter cursado Direito (mas não comprovado) além de ter dirigido uma emissora de rádio no interior de São Paulo, agora vende lanches de noite em um trailer na cidade de Taubaté. Em 2014, foi anunciada uma reunião do grupo para a gravação do DVD para comemorar os 25 anos da banda, com a formação quinteto de 1990, mas foi cancelado devido a falta de patrocínio.
Em 2017, o vocalista do grupo, Rafael Ilha participou, junto com a sua esposa Aline Kezh da segunda temporada do reality show Power Couple Brasil que é exibido pela Record TV. O casal acabou ficando em 7.º lugar na competição. Em 2018, Ilha participou de um outro reality show, que foi a décima temporada de A Fazenda, da RecordTV. Rafael acabou vencendo a competição na final disputada com o ator e cantor  João Zoli e o ator e personal trainer Caíque Aguiar, na qual acabou levando o prêmio de 1,5 milhão de reais.
Em 2019 Alex e Rafael fizeram alguns shows ao vivo com uma banda tributo ao Polegar para comemorar os 30 anos de carreira da banda. Em 2024, Ricardo Costa participou da segunda temporada do reality show A Grande Conquista, sendo expulso do programa por reação violenta.

## Formações
| Formação         | Baixo e voz | Guitarra e voz | Guitarra e violão | Teclado e piano | Bateria e percussão |
| ---------------- | ----------- | -------------- | ----------------- | --------------- | ------------------- |
| 1ª (1988 a 1991) | Alex        | Rafael         | Marcelo           | Alan            | Ricardo             |
| 2ª (1991 a 1992) | Alex        | André          | Marcelo           | Alan            | Ricardo             |
| 3ª (1993 a 1997) | Denis       | André          | Marcelo           | Alan            | Ricardo             |
| 4ª (2004 a 2014) | Alex        | Rafael         | Marcelo           | Alan            | Ricardo             |

## Discografia
Álbuns de estúdio
- Polegar (1989)
- Polegar (1990)
- Polegar (1991)
- Polegar (1994)
- Toma Toma (1998)
- Rumo (2004)
- Os Sucessos do Grupo Polegar (2012)

Extended plays
- 4 Sucessos de Ouro do Polegar

Singles	
- "Dá pra Mim" (1989)
- "Ando Falando Sozinho"
- "Sou Como Sou"
- "Ela não Liga"
- "Quero Mais"
- "Qualquer Hora"